# Koppel (Automarke)
Koppel war eine belgische Fahrzeugmarke.

## Unternehmensgeschichte
Das Unternehmen Compagnie Belge de Vélocipèdes aus der Rue de Fetinne in Lüttich stellte ursprünglich Fahrräder her. Außerdem begann es 1901 mit der Produktion von Automobilen. Im selben Jahr endete die Produktion. Daneben entstanden Motorräder.

## Automobile
Das einzige Modell hatte einen Einzylindermotor im Heck. Die Karosserieform Tonneau bot Platz für vier Personen.